# Араужу, Урбану
Урба́ну Са́нтус да Ко́ста Ара́ужу (порт. Urbano Santos da Costa Araújo; 3 февраля 1859, Гимарайнс, Мараньян, Бразильская империя — 7 мая 1922, в пути из Мараньяна в Рио-де-Жанейро, Бразилия) — бразильский юрист, писатель и государственный деятель, вице-президент Бразилии (1914—1918).

## Биография
В 1882 году окончил Юридический факультет Ресифи, затем работал муниципальным судьёй в Короате, Сан-Бенту и Сан-Висенти-Феррер.
В 1897—1905 годах избирался депутатом нижней палаты, а с 1906 по 1914 год представлял штат Мараньян в Сенате Бразилии.
В 1914—1918 годах занимал должность вице-президента Бразилии. Одновременно являлся президентом Сената Бразилии. В течение месяца, с сентября по октябрь 1917 года, временно исполнял обязанности президента страны в связи с проблемами со здоровьем Венсеслау Браса.
После окончания полномочий вице-президента был избран губернатором Мараньяна и находился на этой должности до 1922 года. Также, с 3 декабря 1918 по 28 июля 1919 года занимал пост министра юстиции и внутренних дел в правительстве Делфина Морейры.
В 1922 году Араужу был второй раз избран вице-президентом, но не вступил в должность, так как скончался до принесения присяги во время путешествия из Мараньяна в Рио-де-Жанейро.
Являлся автором сборника по коммерческому праву Бразилии, изданного в 10 томах.

## Память
В честь Урбану Араужу назван муниципалитет Урбану-Сантус в штате Мараньян.